# Magnolia biondii
Magnolia biondii är en magnoliaväxtart som beskrevs av Renato Pampanini. Magnolia biondii ingår i släktet Magnolia och familjen magnoliaväxter. Inga underarter finns listade i Catalogue of Life.